# Föreställningar
Föreställningar (danska: Forestillinger) är en dansk dramaserie i sex delar från 2007 av Per Fly. Varje avsnitt är 1 timme långt och varje avsnitt ses ur en av personernas synvinkel. I en av huvudrollerna ses Pernilla August.
Serien handlar om några skådespelare som håller på att repetera in William Shakespeares Venus och Adonis.

## De sex huvudrollerna/avsnitten
1. Jakob (Mads Wille) - ung skådespelare som har en kärlekaffär med Tanja.
2. Tanja (Sonja Richter) - ung skådespelare, Markos flickvän, har en kärlekaffär med Jakob.
3. Katrin (Sara Hjort Ditlevsen) - Markos och Evas dotter; amatörfotograf.
4. Eva (Pernilla August) - känd etablerad skådespelare, Markus exfru, Katrins mor.
5. Jens (Jesper Christensen) - teaterdirektör, Markos och Evas vän.
6. Marko (Dejan Cukic) - instruktör; Tanjas pojkvän; Evas exman; Katrins far; Jens' vän.